# Католицький університет Святого Серця
Католицький університет Святого Серця (Università Cattolica del Sacro Cuore, UCSC) це приватний університет, розташований в центрі Мілана. Університет надає можливість отримання довузівської підготовки, здобуття вищої та післядипломної освіти. UCSC є найбільшим приватним університетом у Європі.